# Raphana

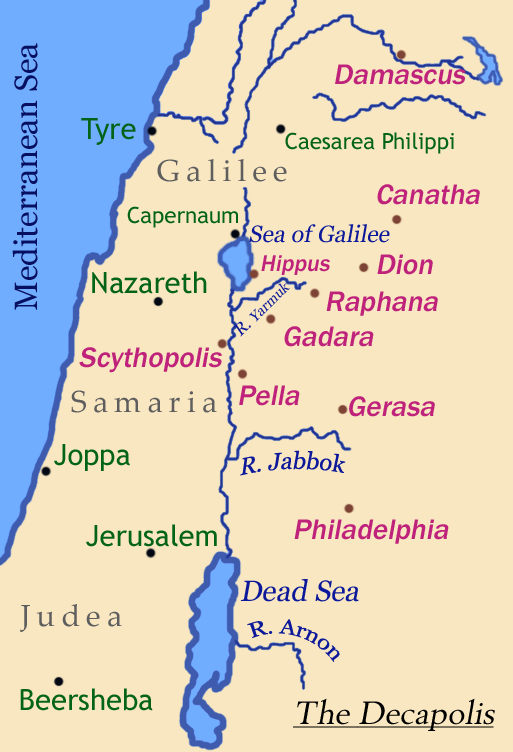
Kaart van de Dekapolis met daarop de plaats van Raphana

Raphana (ook wel Abila), in het huidige noorden van Jordanië, was een stad die deel uitmaakte van de Dekapolis. Men denkt dat Raphana het noorden van Umm Qais in de vlakte van Abilene lag.
De stad was het basiskamp van de Romeins legioenen Legio III Gallica en Legio XII Fulminata.
Op 6 mei 218 begon hier de opstand die ertoe leidde dat Elagabalus keizer van het Romeinse Rijk werd.
In de stad was een Romeins theater aanwezig. 